# Axel Boström
Axel Boström, född 10 augusti 1864, död 4 juli 1909, var en svensk företagsledare.
Boström arbetade inledningsvis vid verkstaden hos Ericsson, men avancerade till kontorschef. När företaget blev ett aktiebolag 1896 blev han styrelseledamot. 1900 efterträdde han grundaren Lars Magnus Ericsson som verkställande direktör. Under hans VD-tid flyttade en stor del av Ericssons tillverkning utomlands och etablerade företag i andra länder, efter att redan som kontorschef ha satsat på export.
Han var en stor bilentusiast och omkom i en bilolycka i juli 1909.